# Estelle Herrscher
Pour les articles homonymes, voir Herrscher.
Estelle Herrscher est une chercheuse française en anthropologie biologique spécialiste de l'ostéoarchéologie. Elle mène ses recherches au Laboratoire méditerranéen de préhistoire Europe-Afrique (LAMPEA) à l'Université d'Aix-Marseille. Elle reçoit la médaille d'argent du CNRS en 2024.

## Biographie
Estelle Herrscher a un mater en anthropologie, bioarchéologie et préhistoire à l'université de Perpignan et à Aix-Marseille Université. En 2001, elle soutient sa thèse de doctorat sous la direction d'Henry de Lumley et Marie-Antoinette de Lumley à l'école doctorale du Muséum national d'histoire naturelle. Celle-ci porte sur l'alimentation et la santé des populations humaines du Moyen Âge à partir de l'analyse de leur squelette situé au Musée archéologique Saint-Laurent.
En 2003, elle entre au CNRS en tant que chargée de recherche au Laboratoire d'anthropologie et d'histoire de l'institution de la culture. En 2010, elle intègre le laboratoire méditerranéen de Préhistoire Europe-Afrique (LAMPEA). En 2018, elle soutient sa thèse d'habilitation universitaire sous la direction de Robert Chenorkian puis devient directrice de recherches en 2019 au sein du même laboratoire.
En 2024, elle obtient la médaille d'argent du CNRS. Estelle Herrscher est une anthropologue de la paléoalimentation. Ses recherches portent sur la reconstitution de l'alimentation et l'étude des facteurs environnementaux, socio-culturels et biologiques intervenant dans les choix alimentaires opérés par les humains. Pour cela, elle analyse les pathologies bucco-dentaires ainsi que le contenu chimique des ossements. Ses travaux se situent notamment sur deux espaces géographiques différents : d'une part, elle étudie les modifications alimentaires lors de la colonisation du Pacifique par les humains Lapita et d'autre part les origines de la culture et de la consommation du millet en Sud Caucase entre le Néolithique et l’âge du Bronze.

## Distinctions et récompenses
- 2024 : médaille d'argent du CNRS
- 2002 : Prix Bertillon de la Société d'anthropologie de Paris[4]